# ルドルフ・パイエルス

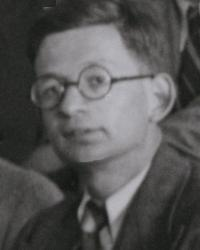
Rudolf Peierls, 1937

ルドルフ・エルンスト・パイエルス（Rudolf Ernst Peierls、1907年6月5日 - 1995年9月19日）は、ドイツ生まれのイギリスの物理学者。王立協会フェロー。
一次元電子-格子系が、構造不安定性を持つことを指摘した（パイエルス不安定性、パイエルス転移）。

## 生涯
ベルリンでユダヤ人実業家の息子として生まれた。ハイゼンベルクやパウリのもとで原子物理学を学んだ。はじめは半導体の伝導性に関する研究を行い、これが量子物理学へと結びついた。
ヒトラーがドイツで政権を取ると、パイエルスはイギリスのバーミンガムへ移り、1939年頃までにはフリッシュやチャドウィックとともに原子の研究を行なった。1940年に核分裂のエネルギーに関する論文を発表した。これがアメリカやイギリスの当局の興味を引き、パイエルスは1943年にマンハッタン計画に参加した。戦後は1963年までバーミンガム大学で、次いでオックスフォード大学で1974年まで教鞭をとった。
1968年にナイトに叙された。1953年には東京および京都で開催された国際理論物理学会に出席するため来日した。
2004年10月2日、オックスフォード大学の理論物理学の建物は「サー・ルドルフ・パイエルス理論物理学センター」と命名された。

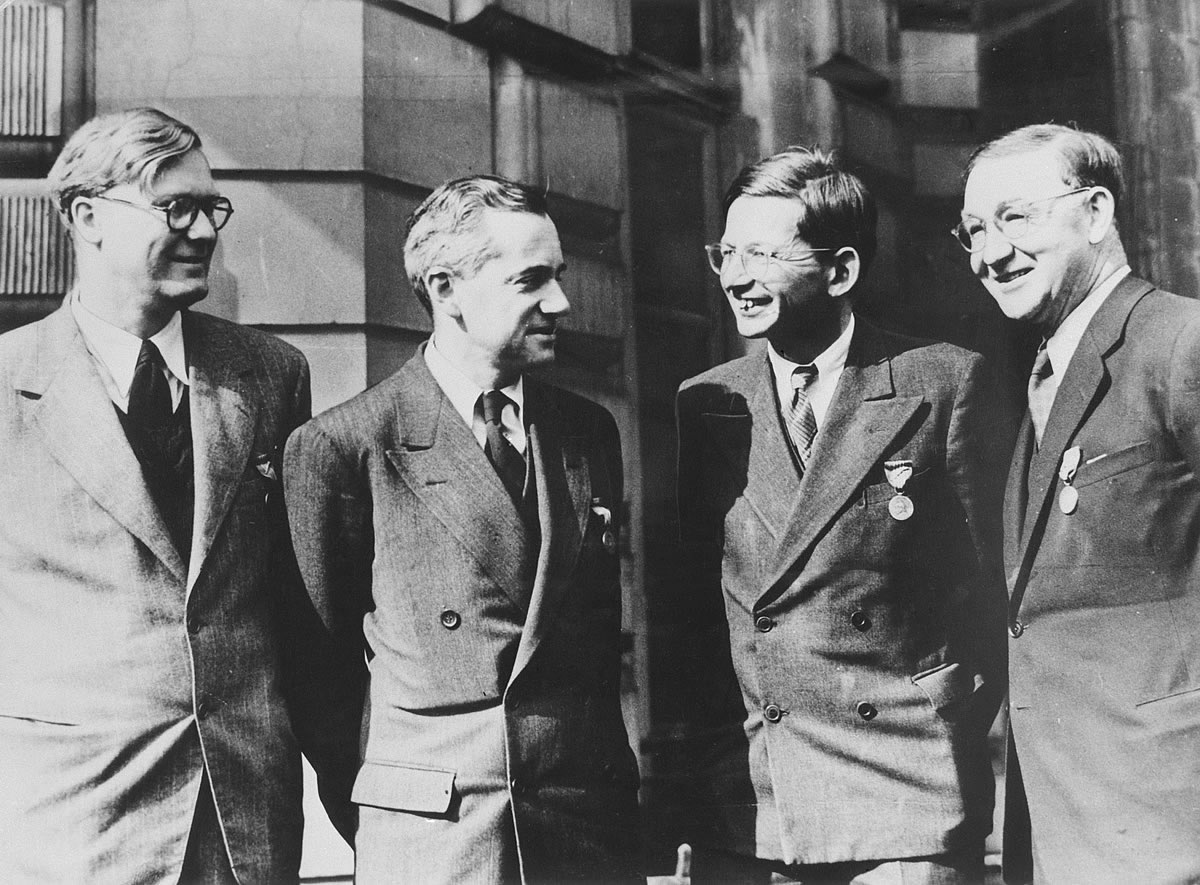
1946年にアメリカ自由勲章（Medals of Freedom 1945年）を授与された。左からウィリアム・ペニー、オットー・ロベルト・フリッシュ、ルドルフ・パイエルス、ジョン・コッククロフト。

## 著書
- The Laws of Nature (1955)
- Surprises in Theoretical Physics (1979)
- More Surprises in Theoretical Physics (1991)
- Bird of Passage (1985) - 自叙伝
- Quantum Theory of Solids

## 受賞歴
- アメリカ自由勲章（Medals of Freedom 1945年）（英語版）（1946）
- ラザフォードメダル賞 (1952)
- ロイヤル・メダル (1959)
- ローレンツメダル (1962)
- マックス・プランク・メダル (1963)
- エンリコ・フェルミ賞 (1980)
- マテウチ・メダル (1982)
- コプリ・メダル (1986)
- ポール・ディラック賞 (1991)